# Yangon United FC
Yangon United FC – mjanmański klub piłkarski z siedzibą w mieście Rangun, obecnie występuje w najwyższej klasie rozgrywkowej Mjanmy.

## Sukcesy
- Mistrzostwo Mjanmy (5): 2011, 2012, 2013, 2015, 2018
- Puchar Mjanmy (2): 2011, 2018